# Марк Албиний
Марк Албиний (на латински: Marcus Albinius) e политик на Римската република през 4 век пр.н.е.
Произлиза от плебейската фамилия Албинии. През 379 г. пр.н.е. той е консулски военен трибун с още седем други колеги.